# Municipio de Lone Tree (condado de Pottawatomie)
El municipio de Lone Tree (en inglés: Lone Tree Township) es un municipio ubicado en el condado de Pottawatomie en el estado estadounidense de Kansas. En el año 2010 tenía una población de 216 habitantes y una densidad poblacional de 2,31 personas por km².

## Geografía
El municipio de Lone Tree se encuentra ubicado en las coordenadas 39°31′31″N 96°17′32″O / 39.52528, -96.29222. Según la Oficina del Censo de los Estados Unidos, el municipio tiene una superficie total de 93.34 km², de la cual 93,15 km² corresponden a tierra firme y (0,2 %) 0,19 km² es agua.

## Demografía
Según el censo de 2010, había 216 personas residiendo en el municipio de Lone Tree. La densidad de población era de 2,31 hab./km². De los 216 habitantes, el municipio de Lone Tree estaba compuesto por el 98,61 % blancos, el 0,46 % eran asiáticos, el 0,93 % eran de otras razas. Del total de la población el 4,63 % eran hispanos o latinos de cualquier raza.